# Wolf 635
Wolf 635 is een tweevoudige ster met een spectraalklasse van K4/5V en M.V. De ster bevindt zich 34,13 lichtjaar van de zon.